# Gouania cupuliflora
Gouania cupuliflora är en brakvedsväxtart som beskrevs av Buerki, Phillipson och Callm.. Gouania cupuliflora ingår i släktet Gouania och familjen brakvedsväxter. Inga underarter finns listade i Catalogue of Life.